# Театр ляльок «Сезам»
Театр ляльок «Сезам» (рос. Театр кукол «Сезам») — міський ляльковий театр у великому економічному й культурному центрі (колишній столиці) Казахстану місті Алмати.
Театр розташований за адресою:
пр. Абая, буд. 103, м. Алмати-050008 (Республіка Казахстан).
Керівництво театру предсталяють директор Кайрат Баянов і головний режисер Бекбулат Парманов.

## Про театр
Алматинський театр ляльок «Сезам» був заснований 1997 року Кайратом Баяновим, що згуртував навколо себе групу ентузіастів — акторів-лялькарів. Від самого початку театр був зорієнтований на дитячу публіку. У тому ж 1997 році це був перший театр у Казахстані, що почав працювати з ростовими ляльками (першу їх партію спеціально замовили в США).
Першу програму «Снимается кино» засновники театру створювали самі́ від початку до кінця — написали сценарій, підібрали музику, підготували виставу й втілили її на сцені — це відбулося 3 березня 1997 року (день, який став днем народження театру). У основі цієї програми було спілкування лялькових персонажів з дітьми та безпосередня участь маленьких глядачів у виставі, у програмі, як і в низці наступних, брав участь дитячий хореографічний ансамбль «Забавка» та його керівник балетмейстер В. Пурига.
До постановки другої програми — новорічної «Санта-Мороз и компания» колектив молодого театру підійшов більш професійно — створили творчу групу, що складалась з композитора, художника-постановника, балетмейстера на чолі з режисером Б. Атабаєвим. Програма мала успіх, і відтоді щороку в новорічні канікули школярів театр відкриває новий театральний сезон прем'єрним показом нової вистави.
Лише трохи згодом, у 2000-ні театр узявся до постановок класичних творів. Відтак, у репертуарі алматинських лялькарів вже наявні постановки за популярними в лялькових театрах світу казками — «Карлик-нос» В. Гауфа, «Несносный слоненок» Р. Кіплінга (у постановці режисера Б. Парманова), «Щелкунчик и Мышиный король» за казкою Т. Гофманна (режисер-постановник Б. Атабаєв), а на відкриття 8-го сезону (2005) театр представив нову постановку — музичну казку в стилі модерн «Белоснежка и семь гномов» за однойменною казкою Братів Грімм.
У теперішній час «обличчя» Театру ляльок «Сезам» визначають режисери Бекбулат Парманов і Болат Атабаєв, художник-сценограф Юлдаш Нурматов, балетмейстер Сергій Стрєльцов, композитор Олександр Юртаєв.

## Виноски
1. ↑  Контакти театру [Архівовано 2009-12-14 у Wayback Machine.] на Офіційна вебсторінка театру (рос.)